# Кошаровський Юлій Михайлович
Юлій Михайлович Кошаровський (22 листопада 1941 — 15 квітня 2014 року) — радянський дисидент і відмовник .

## Життєпис
У 1970-1980-х роках організовував групи з вивчення івриту в СРСР, систему викладання мови, що було досить небезпечним заняттям. До того часу вже у 45 містах було створено центри та працювали групи з вивчення івриту.
Неодноразово Юлія Кошаровського затримували до міліції піддавали адміністративним арештам. У 1987 році уряд Ізраїлю визнав за Юлієм Кошаровським статус В'язня Сіону.
1989 року обраний до правління радянського Центру єврейської культури імені Соломона Міхоелса.
У 1989 році репатріювався до Ізраїлю. На початку 1990-х років в Ізраїлі організував партію «Демократія та алія». Пізніше багато членів партії увійшли до складу і навіть стали лідерами популярної російськомовної партії «Ісраель ба-Алія». Потім став членом «Лікуда», очолював партійний відділ з питань алії та абсорбції. З 2003 року — активіст партії «Шинуй».
Очолював рух «Сіоністська більшість». Автор 4-томної монографії «Ми знову євреї. Нариси з історії сіоністського руху в Радянському Союзі» (Єрусалим, 2007—2012. Інтернет-версія: www.kosharovsky.com).
Загинув у Бейт-Ар'є внаслідок нещасного випадку 15 квітня 2014 року.